# Titus (personatge bíblic)
Titus o Tet (mort després del 69) fou un company i deixeble de Pau de Tars i bisbe de Gortina (Creta). És venerat com a sant per les diverses confessions cristianes.

## Hagiografia
D'origen grec pagà, va convertir-se al cristianisme, probablement per obra de Pau de Tars, a qui aquest qualificava de «veritable fill en la fe comuna» (Epístola a Titus, 1,4). No és esmentat als Fets dels apòstols, però a partir de referències a les epístoles es pot pensar que acompanyà Pau en els seus viatges. Cap a l'any 50 acompanyà Bernabé apòstol i Pau al concili de Jerusalem per discutir amb els apòstols la llibertat d'adhesió a les lleis judaiques dels nous conversos d'origen pagà (Carta als Gàlates, 2, 9).
Per l'Epístola a Titus escrita per Pau cap al 63, sabem que Titus era el cap de la comunitat cristiana de Creta. Anà a l'Epir, Nicòpolis i a Dalmàcia.

## Veneració
És celebrat a tota la cristiandat. A Orient, se'n fa la festivitat el 25 d'agost; els catòlics la feien el 4 de gener, però Pius IX va traslladar la festa al 6 de febrer. El 1969, es va passar la festa al 26 de gener, juntament amb la de Timoteu d'Efes. Enterrat a Gortina, el seu crani va ser dut a Venècia arran de la invasió musulmana de 823; es venera a la Basílica de Sant Marc.

### Devoció a Catalunya
Diu Joan Amades que a Catalunya, Titus era patró dels menuts i desnerits. Era tan petit que vivia sota una cadira, resultant l'espai que n'hi havia entre les quatre potes prou gran per a ell, com indicava la dita:
| « | Valga'm sant Aleix sota l'escala / i sant Tet sota la cadira. | » |

Era invocat per menuts i desnerits perquè els protegís de les burles de l'altra gent. Probablement, aquesta advocació prové de l'assimilació de Titus o Tet al sufix emprat per als diminutius.